# Journée Jabotinsky
La Journée Jabotinsky (hébreu : יוֹם־זַ׳בּוֹטִינְסְקִי) est une fête nationale israélienne célébrée chaque année le vingt-neuvième jour du mois hébraïque de Tammouz, pour commémorer la vie et la vision du leader sioniste Ze'ev Jabotinsky.

## Histoire
La Journée Jabotinsky a été créée par la Knesset israélienne dans le cadre de la Loi Jabotinsky. Selon cette loi, la Journée Jabotinsky est célébrée une fois par an, le 29 Tammuz, jour de la mort de Ze'ev Jabotinsky. Ce jour-là, un service commémoratif d'État se tient sur le mont Herzl à Jérusalem. Dans les camps de l'IDF et les écoles, du temps est consacré à ses réalisations et à sa vision sioniste. Un symposium est organisé par le Conseil public et la Knesset tient une session spéciale. Si le 29 Tammuz tombe un jour de Shabbat, la Journée Jabotinsky est célébrée le dimanche suivant.